# Green Grass of Texas
Green Grass of Texas (Engl.; Das grüne Gras von Texas) ist ein vorwiegend instrumentales Country-Stück der Brüder Johnny und Dorsey Burnette, das 1959 aufgenommen wurde und 1961 bei Infinity Records unter dem Interpretennamen The Texans erschien. Die Melodie der minimalistischen Komposition besteht aus zwei Motiven, die aus nur fünf unterschiedlichen Tönen gebildet werden. Green Grass of Texas erreichte im März 1961 Platz 100 der amerikanischen Billboard-Charts und wurde von Billy Vaughn, The Jim Dandee’s und Jack Nitzsche gecovert.

## Entstehung
Nach der Auflösung ihres Rock-’n’-Roll-Trios waren Dorsey und Johnny Burnette im Herbst 1957 nach Kalifornien gezogen, wo sie zum einen als Songwriter arbeiteten, zum anderen als „Burnette Brothers“ und solo unter dem jeweils eigenen Namen mehrere Platten veröffentlichten. Zu den Rockabilly-Songs ihrer Memphis-Ära kamen dabei Popsongs und dem Country zuzurechnende Instrumentalstücke. 1959 fanden sich die Brüder für eine Aufnahmesession im Studio der Plattenfirma Enith International Productions ein. Johnny spielte die akustische Gitarre, Dorsey übernahm wie gewohnt den Bass. Die Burnettes summten zudem die Backgroundvocals ein. Weitere, unbekannte Studiomusiker sind an verschiedenen Percussions- und Saiteninstrumenten zu hören. Wer für die Rufe im Hintergrund und die Handclaps verantwortlich zeichnete, ist ebenfalls nicht überliefert. Bei der Session entstanden mit Green Grass of Texas und Bloody River zwei Eigenkompositionen, die aufgrund der zurückhaltenden, textlosen Vokalarbeit der Brothers als Instrumentals geführt werden.

## Musikalischer Aufbau

Titelblatt der Notenausgabe

Die Originalaufnahme von Green Grass of Texas ist im 4/4-Takt in C-Dur gesetzt, während die zugehörige Notenausgabe F-Dur vorschlägt. Das Stück besteht aus zwei Melodiemotiven, die sich wiederholen und abwechseln und jeweils vier Takte dauern. Das Stück beginnt mit einer leise gespielten akustischen Gitarre mit Hall-Effekt, welche das erste Thema vorstellt und sich dem Mikrophon erst zu nähern scheint. Durch Erhöhung der Lautstärke und Hinzunahme weiterer Saiten- und Percussioninstrumente entsteht ein Crescendo, welches erst nach 40 Sekunden, das heißt zur sechsten Wiederholung des Motivs den vollen Pegel erreicht.
Diese dynamische Spannung wird durch das zweite Motiv auf der Subdominante F-Dur aufgelöst. Hier setzt auch der Backgroundgesang in Form von Summen, das heißt verhaltene, textlose Melismen auf dem Vokal „u“ ein. Nach einer Wiederholung folgt wieder viermal Motiv eins, daraufhin erneut ein doppelter Einwurf des zweiten Motivs. Nach abschließenden fünf Durchgängen des ersten Motivs klingt das Stück aus. Insgesamt besteht der Titel also aus 20 Phrasen von je vier Takten und der Wechselfolge 7+2+4+2+5.
Der Tonvorrat der Melodie besteht nur aus den ersten fünf Tönen der C-Dur-Tonleiter C, D, E, F und G. Das erste Motiv zeichnet diesen Lauf über den Auftakt nach, lässt aber das F noch aus, welches erst zu Beginn des zweiten Motivs eingeführt wird. Die Melodie des zweiten Motivs wird zweistimmig dargeboten. Der getragenen, gesummten Melodie des zweiten Motivs werden im ersten Motiv Hufgeklapper imitierende Percussions und „Yippieh“-Rufe entgegengesetzt. So wird stilistisch der Bogen zum Klischee des Titels Green Grass of Texas gespannt.

## Veröffentlichungen
Norman Malkin und Jack Hoffman, die Besitzer der Enith International, übernahmen den Titel erst am 30. Januar 1961 in die Kataloge ihrer ASCAP-Musikverlage Lansdowne Music und Winston Music, als sie die Aufnahme zusammen mit Bloody River als B-Seite an die C. G. Recording Corporation weiterlizenzierten. Dort eröffneten der Produzent Don Gallese und Larry Stith mit den Burnette-Instrumentals die Single-Diskografie das neue Sublabels Infinity Records. Da beide Brüder anderweitig unter Vertrag standen, musste für die Veröffentlichung ein anderer Interpretenname gefunden werden. Die Wahl fiel auf „The Texans“ in Erinnerung an eine Aufnahme für Hanover Records aus dem Jahr 1958 unter dem Namen „The Kids from Texas“. In Kanada erschien die Single auf Zirkon Records 1040. Da die Burnette Brothers kurz darauf als Songwriter zur Verwertungsgesellschaft BMI wechselten, überschrieben Malkin und Hoffman die Songs auf ihre neu gegründeten BMI-Verlage Bloor Music und Hoffman House, welche weitere Veröffentlichungen verantworteten. Darunter befindet sich eine Notenausgabe im Design der Erstausgabe auf Infinity Records. Für den europäischen Markt kam eine belgische Pressung auf Moonglow Records 5151 in den Handel. Dabei wurde im Titel Texas durch Pandarosa ersetzt. Ursprünglich intendiert war die leicht andere Schreibweise Ponderosa, der Name einer Ranch aus der Western-Serie Bonanza. Auch bei der 1965 erfolgten Weiterlizenzierung der Aufnahmen an das national agierende Label Vee-Jay Records mit Veröffentlichung auf der Plattennummer 658 wurden die BMI-Verlage berücksichtigt.

Infinity INX-001 Original (ASCAP)
Infinity INX-001 DJ-Copy
Infinity INX-001 Re-Issue (BMI)
Zirkon 1040 kanadische Ausgabe
Moonglow 5151 belgische Ausgabe
Vee-Jay 658 Neuausgabe 1965
Vee-Jay 658 DJ-Copy 1965

Da nach Ablauf der ersten 28-jährigen Phase des amerikanischen Copyrights bereits beide Autoren verstorben waren, konnten deren Erben den Großteil des Repertoires auf eigene Verlage übernehmen. Somit wurde das Copyright am 21. Dezember 1989 von Dorseys Witwe Alberta und von Johnnys Witwe Thurley für die nächsten 42 Jahre erneuert. Auf neueren Veröffentlichungen tauchen seitdem mitunter die Verlage „Ring-A-Ding Music“ und „Johnny Burnette Music“ als Rechteinhaber auf.
Auf einem regulären Album erschien der Song nicht. Erst 1978 veröffentlichte Zirkon unter der Plattennummer 104 eine Kompilation namens Dorsey Burnette und berücksichtigte auch die Texans-Sessions. Es folgte 1989 die LP The Burnette Connection auf Skyline 2011 sowie 1999 beim Münchner Reissue-Label Hydra Records die CD BCK27110 Rock and Roll Tonight. In Spanien erschien die Burnette-Brothers-CD If You Want It Enough beim Label El Toro unter der Nummer ETCD-1037. 2003 kam der Titel schließlich auf der 9-CD-Box Train Kept A-Rollin’ – Memphis to Hollywood: The Complete Recordings 1955–1964 auf den Markt, einer Gesamtausgabe Johnny Burnettes aus dem Hause Bear Family Records unter der Nummer BCD 16438. Es folgte mit Six Classic Albums Plus Singles auf Real Gone RGMCD070 im September 2013 eine weitere Werkschau. Auch auf Themen-Samplern ist der Titel enthalten: Die Reihe Chart Fizzlers (deutsch: Hitparadenversager) nahm das Stück auf die zweite Ausgabe der Serie The Early 60’s (deutsch: Die frühen 60er). Marvis Records brachte den Song 1998 auf der sechsten Ausgabe der Reihe Hey! Look What I Found (deutsch: Hey! Schau, was ich gefunden habe) unter der Plattennummer 4506. 2012 erschien Green Grass of Texas auf der zweiten Ausgabe der Reihe Complete Pop Instrumental Hits of the Sixties (deutsch: Instrumentale Pophits der Sechziger komplett) auf dem eigens eingerichteten Label Complete 60s im Vertrieb der City Hall, 2015 folgte der Labelsampler Guess Who? The Zirkon Records Story bei One Day Music.

Green Hills auf Liberty 55460

Am 3. Februar 1962 gingen die Burnette Brothers erneut für eine Instrumental-Session ins Studio. Dabei entstand unter nicht überlieferten Umständen neben Lonely Island und Island Girl eine Variation von Green Grass of Texas. Unter dem Titel Green Hills (deutsch: Grüne Hügel) erschien das Stück als B-Seite hinter Lonely Island auf Liberty Records unter der Nummer 55460. Der Studio-Gitarrist Joe Osborn erhielt neben Johnny und Dorsey Autorencredits. Die Veröffentlichung erfolgte unter dem Bandnamen „The Shamrocks“.

## Coverversionen
Es sind drei Coverversionen des Stücks bekannt, die auf der CD-Reihe Like What We Wrote Vol. 1–3. The Songs of Johnny and Dorsey Burnette von Hydra Records dokumentiert sind:
Der Saxophonist und Bandleader Billy Vaughn coverte 1961 den Countrysong Orange Blossom Special, der von Dot Records auf Single veröffentlicht wurde und zeitgleich mit Green Grass of Texas in den Charts war. Auf diesen Erfolg aufbauend stellte Dot ein ganzes Album mit neu arrangierten Countrysongs unter dem Titel Orange Blossom Special and Wheels und der Plattennummer DLP 3366 zusammen. Unter den Albentracks befand sich neben dem Erfolghit Wheels auch Vaughns Version von Green Grass of Texas in stereo, welches allerdings ohne den für diese Werksphase des Entertainers typischen Sound zweier in Terzen gespielter Altsaxophone auskommt. Das Stück wurde als B-Seite der Single Dot 1532 zusammen mit dem Pop-Standard Are You Lonesome Tonight aus dem Album ausgekoppelt. Eine alternative LP-Ausgabe mit einem originellen Cover von Christopher Whorf und dem Titel Orange Blossom Special trägt die Dot-Nummer 25366. Anfang 2012 erschien Vaughns Aufnahme auf der Doppel-CD Orange Blossom Special and Wheels and Berlin Melody beim Label Sepia Records. Außerdem ist eine Doppel-CD namens 50 Golden Greats unbekannter Herkunft im Handel, die Green Grass of Texas enthält.
1964 folgte eine Neueinspielung durch die Jim Dandee’s für das Label Starcrest Records 6004 im Vertrieb der Warner Brothers Records, die auch die kanadische Ausgabe unter der Nummer 6004 besorgte. Starcrest ignorierte dabei den Wechsel der Verlagsrechte von der ASCAP zur BMI. Der Autor der B-Seite Loco-Motion ist Barry De Vorzon, der zusammen mit Johnny Burnette 1961 dessen Nummer-11-Hit Dreamin’ geschrieben hatte.
Der Songwriter und Arrangeur Jack Nitzsche war 1965 bei Reprise Records in eigener Sache unter Vertrag und nahm einige Singles auf. Darunter die Single mit der Plattennummer 20337, auf der Green Grass of Texas mit dem Nightwalker von Billy Strange als B-Seite kombiniert wurde und die auch in einer britischen und einer deutschen Ausgabe erschien. Jack Nitzsche leitete die Studioband bei der Aufnahme des Arrangements von Jimmy Bowen, der zudem das eingesetzte Orchester dirigierte.

Billy Vaughn Single-Auskopplung
The Jim Dandee’s amerikanische Ausgabe
The Jim Dandee’s kanadische Ausgabe
Jack Nitzsche amerikanische Ausgabe
Jack Nitzsche britische Ausgabe
Jack Nitzsche deutsche Ausgabe

## Bedeutung, Kritik und Erfolg
Green Grass of Texas gehört zu einer Reihe von Instrumental-Kompositionen der Burnette Brothers aus ihrer Post-Rockabilly-Phase, als Johnny und Dorsey erfolgreiche Solo-Karrieren bei Liberty Records beziehungsweise bei Era Records starteten. Als „The Texans“ blieben sie bei der Veröffentlichung von Green Grass of Texas allerdings „gesichtslos“. Unter diesem Bandnamen erschien mit Ol’ Reb und Rockin’ Johnny Home nur eine weitere Single auf Gothic Records 001.
Green Grass of Texas war aus diesem Instrumental-Repertoire der einzige Titel in den Charts: Am 20. Februar 1961 vom Billboard-Magazin angekündigt als „attraktives Instrumental, das Gitarren und Rufe und ein oder zwei Stellen mit einer Vokalgruppe enthält“, belegte die Single am 27. März 1961 gerade für eine Woche den 100. Platz der Billboard-Bestenliste. Red Robinson und Peggy Hodgins bezeichneten die Veröffentlichung dennoch als „Riesenerfolg“. In Vancouver erreichte die kanadische Ausgabe auf Zirkon Records im März 1961 Platz 21 der lokalen Charts des Radiosenders CKWX.
Zum Charteintritt des Songs besuchten die Infinity-Bosse Don Gallese und Larry Stith zusammen mit Dorsey Burnette den aufgrund einer Notfall-Appendektomie im Krankenhaus liegenden Johnny, um ihm ein Exemplar der Platte zu überreichen. Zweieinhalb Monate nach der Erstausgabe des Songs im Februar 1961 zeigte sich Johnny Burnette in einem Interview erfreut darüber, dass die Verleger endlich den richtigen Zeitpunkt für eine Veröffentlichung gesehen hatten, denn „es wurde eine Hit, auf den wir sehr stolz waren, weil wir damals im Studio einigen Aufwand mit der Einspielung gehabt hatten.“
Das Billboard-Magazin bewarb am 18. März 1961 Billy Vaughns Album Orange Blossom Special and Wheels und zählte dabei Green Grass of Texas bereits zu den „Standards“, die alle in einer „exzellenten Art und Weise“ eingespielt seien und der Platte ein großes Verkaufspotenzial eröffneten. Das Album erreichte im April 1961 Platz elf der Charts und verblieb für 43 Wochen in der Billboard-Bestenliste. Durch diesen Erfolg fielen den Burnettes 12.000 Dollar an Songwriter-Tantiemen zu. Die Coverversionen von den Jim Dandee’s und Jack Nitzsche blieben kommerziell erfolglos.